# Роберт Брюс (автор)
Роберт Брюс (нар. 1955) — містичний письменник з Австралії. Народився в Англії. Брюс є найбільш відомий своїми дослідженнями «досвіду поза тілом», які вперше стала надбанням громадськості на початку 1990-х завдяки його діяльності в групі новин Інтернету alt.out-of-body. З часом він описав результати своїх досліджень у багатьох своїх статтях. Потім у «Трактаті про астральну проєкцію», який він пізніше розширив істотно, щоб сформувати свою першу книгу «Астральна динаміка», яка була продана більш ніж 50 000 копій за станом на 2008 рік.

У 2008 році, Роберт Брюс був відмічений одним з провідних фахівців у світі з «досвіду поза тілом» журналом EnlightenmentNext.

## Дослідження і теорії
На Роберта Брюса вплинули дослідження Роберта Монро і Франца Бардона та інших авторів у галузі «досвіду поза тілом».

## Публікації
Брюс описав про свої техніки в книзі Астральна динаміка (з вступним словом доктора. C. E. Lindgren) і у співавторстві Освоєння астральної проєкції з Брайаном Мерсером. Його книга 2002 року «Практична психічна самооборона» деталізує методи захисту від психічних і духовних атак «Negs» (термін, придуманий Робертом Брюсом для опису цілого ряду «негативних енергетичних осіб»).
Брюс в даний час працює над трактатом «Uraeus Effect», який пов'язаний з Кундаліні, і який буде опублікований в серії книг, присвячених діяльності людської енергії та духовних практик, та названій Основи енергетичної роботи, Практика енергетичної роботи та Робота енергії вознесіння". Перша з цих книг, Енергія роботи: Секрет зцілення і духовного розвитку, була випущена Хемптон Роудс в червні 2007 року.

## Книги
- 1999 — Astral Dynamics: A NEW Approach to Out-of-Body Experiences ISBN 1-57174-143-7
- 2002 — Practical Psychic Self-Defense: Understanding and Surviving Unseen Influences ISBN 1-57174-221-2
- 2004 — Mastering Astral Projection: 90-day Guide To Out-of-body Experience ISBN 0-7387-0467-9
- 2007 — Mastering Astral Projection: CD Companion
- 2007 — Energy Work|Energy Work: The Secret of Healing and Spiritual Development ISBN 1-57174-540-8
- 2009 — Astral Dynamics: The Complete Book of Out-of-Body Experiences ISBN 1-57174-616-1
- 2011 — The Practical Psychic Self Defense Handbook: A Survival Guide ISBN 1-57174-639-0
- 2011 — Evolution: What You Need To Know About How To Be Successful With Spirituality

## Онлайн Відео серії
- Winter 2011 — Manifestation And Healing
- Summer 2011 — Astral Projection Mastery
- Autumn 2011 — The Energy Body: Kundalini And The Chakras
- Winter 2012 — Exorcism: Defense Against The Dark Arts
- Spring 2012 — Clairvoyance: Opening Your Third Eye
- Autumn 2012 — Magick: Evoking Your Reality
- Winter 2013 — Genius: Meeting Your Higher Self